# Онамо, ’намо!
Онамо, ’намо!, позната и као Српска Марсељеза, била је народна химна Црне Горе крајем 19. и почетком 20. вијека. Тадашња краљевска химна Црне Горе била је Убавој нам Црној Гори, док је просвјетна химна била Химна Светом Сави.
Музику је компоновао Даворин Јенко или Фрањо Вимер, дјелимично се ослањајући на пјесму Гарибалдијевих бораца, Si scopron le tombe, Si levano i morti, са ријечима које је написао књаз Никола I Петровић Његош. Због текста који се сматрао сувише провокативним, нарочито за Османско царство, није се могла користити као званична државна химна.
Влада Црне Горе је 1992. разматрала могућност коришћења као званичне химне, али је одлучила да то не учини. Химна је 2003. номинована за званичну химна Србије и Црне Горе, међутим приједлог није изгласан. Године 2009. на Свјетском првенству у Риму на ватерполо утакмици између Црне Горе и Кине, грешком је пуштена умјесто званичне химне Ој, свијетла мајска зоро.

## Текст
Онамо, ’намо… за брда она,

говоре да је разорен двор

мојега цара; онамо веле,

био је негда јуначки збор.

Онамо, ’намо… да виђу Призрен!

Та то је моје — дома ћу доћ'!

Старина мила тамо ме зове,

ту морам једном оружан поћ'.

Онамо, ’намо… са развалина

дворова царских врагу ћу рећ':

„С огњишта милог бјежи ми, куго,

зајам ти морам враћати већ’!”

Онамо, ’намо… за брда она

казују да је зелени гај

под ким се дижу Дечани свети:

молитва у њих присваја рај.

Онамо, ’намо… за брда она,

ђе небо плаво савија свод;

на српска поља, на поља бојна,

онамо, браћо, спремајмо ход!

Онамо, ’намо… за брда она

погажен коњ’ма кликује Југ:

„У помоћ, ђецо, у помоћ, синци,

светит’ ме старца — свет вам је дуг!”

Онамо, ’намо… сабљи за стара

његова ребра да тупим рез

по турским ребрим'; да б’једној раји

њом истом с руку рас’јецам вез!

Онамо, ’намо… за брда она

Милошев, кажу, пребива гроб!

Онамо покој добићу души,

кад Србин више не буде роб.